# Мануел Зелаја
Хосе Мануел Зелаја Росалес (шп. José Manuel Zelaya Rosales; Катакамас, 20. септембар 1952) је бивши председник Хондураса.
Изабран је као конзервативац, али прави драматичан заокрет улево и почиње блиско да сарађује са Угом Чавезом. Ухапшен је 28. јуна 2009. на захтев Врховног суда, а затим трајно протеран у Костарику. У септембру 2009. враћа се у Хондурас и настањује у амбасади Бразила у Тегусигалпи. Након избора 2010. одлази у егзил у Доминиканску републику.
Дана 28. маја 2011 , после 16 месеци одсуства, Зелаја се вратио у Хондурас, где су га његове присталице са одушевљењем поздравиле. Истог дана састао се са председником Порфиријем Лобом.
Ожењен је са актуелном председницом Хондураса Сиомаром Кастро, и има четворо деце.